# Cristian Tello
Pour les articles homonymes, voir Tello.
Cristian Tello Herrera, né le 11 août 1991 à Sabadell (Catalogne, Espagne) est un footballeur international espagnol qui joue au poste d'ailier gauche à Al-Orobah FC.

## Biographie

### FC Barcelone
Tello commence à jouer au football à l'âge de onze ans dans le club de Can Rull avant de rejoindre en 2002 La Masía, le centre de formation du FC Barcelone. En 2007, il est prêté une année à un autre club catalan formateur, le CF Damm.
En 2008, libre de tout contrat, Tello signe à l'Espanyol de Barcelone. Il fait ses débuts en professionnel lors de la saison 2009-2010, jouant quatre matchs avec l'équipe B, n'empêchant pas l'équipe d'être reléguée en 3e division. En juin 2010, Tello fait son retour au FC Barcelone B à la suite de ses bonnes performances.
Le 9 novembre 2011, Cristian Tello débute officiellement avec la première équipe du FC Barcelone sous les ordres de Pep Guardiola qui le titularise lors du match de Coupe d'Espagne face à L'Hospitalet. Il effectue sa seconde apparition en équipe première en entrant en jeu à la place de Xavi lors du match retour le 22 décembre 2011. Il y inscrit un doublé dans une victoire 9 buts à 0 de Barcelone.

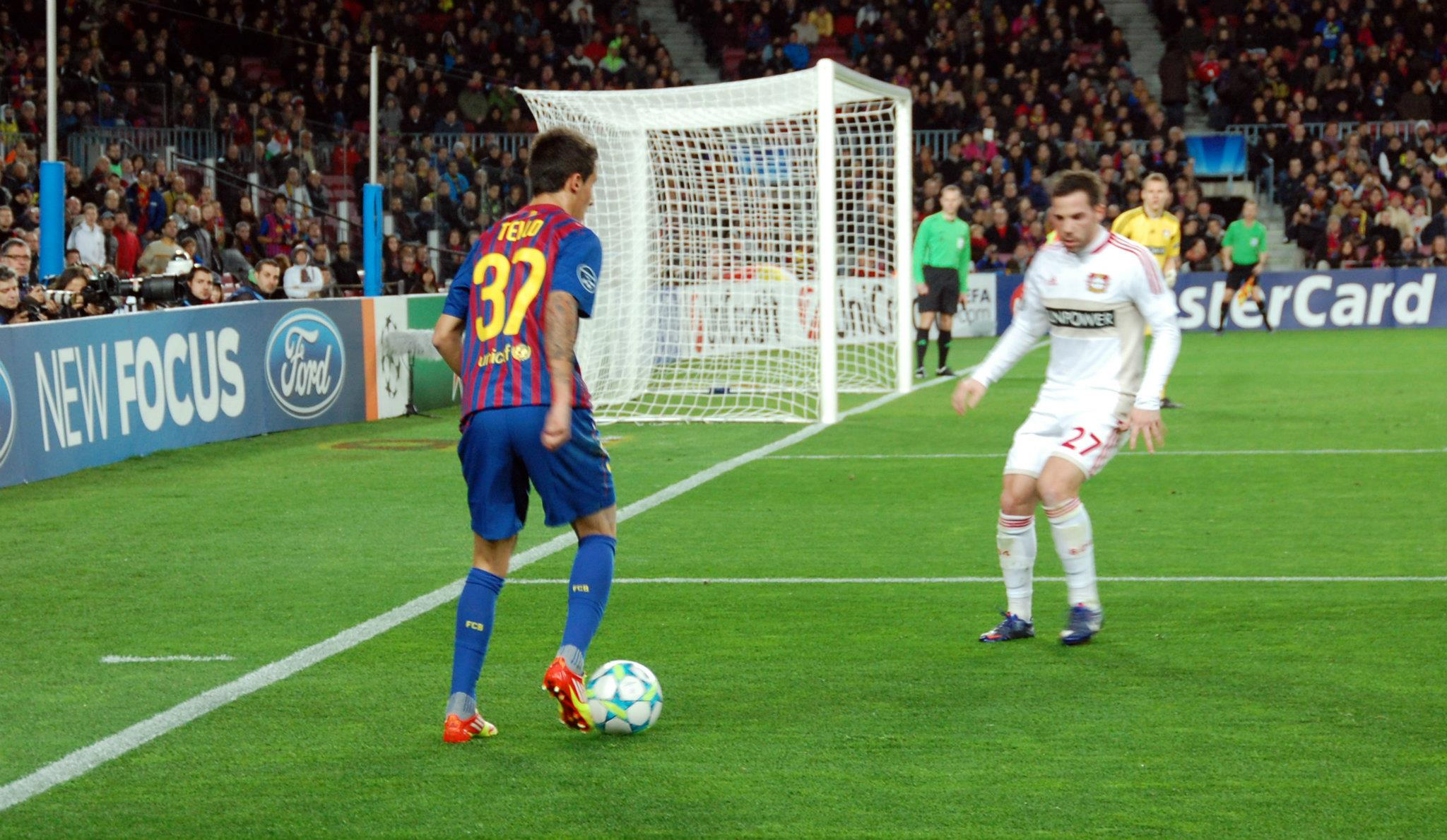
Tello face à un défenseur du Bayer.

Tello débute en première division le 28 janvier 2012 lors d'un match face à Villarreal. Il est à nouveau titulaire le 4 février 2012 face à la Real Sociedad, où il ouvre le score après 10 minutes de jeu. Le 11 février 2012, Tello entre à la mi-temps face à Osasuna, le score est alors de 0-2. Cristian Tello inscrit un but du gauche à la 73e minute réduisant l'écart à 2-3.
Le 7 mars 2012, Tello inscrit deux buts lors du huitième de finale retour de Ligue des champions face au Bayer Leverkusen (victoire 7 à 1, les cinq autres buts sont inscrits par Lionel Messi). Le 20 mars 2012, Tello marque le quatrième but de son équipe lors d'une victoire 5 à 3 sur le club de Grenade.
Le 20 août 2012, Tello est titularisé par Tito Vilanova lors de la première journée de championnat face à la Real Sociedad (victoire 5 à 1). Il fait un match remarquable, peut-être son meilleur depuis qu'il joue avec l'équipe première, et délivre deux passes décisives[réf. nécessaire].
Le 19 septembre 2012, il est titularisé pour la première fois en Ligue des champions face au Spartak de Moscou. Il ouvre le score lors de ce match, donne une passe décisive (victoire 3-2), et marque ainsi son troisième but en Ligue des champions.
Dans la foulée, Cristian Tello renouvelle le contrat qui le lie à Barcelone jusqu'en juin 2016 agrémenté d'une clause de départ de 10 M€. Le 22 décembre 2012, il marque un but, à la 93e minute, juste après être entré sur le terrain, contre Valladolid, permettant au FC Barcelone de remporter le match 1-3.

### FC Porto
Le 15 juillet 2014, Tello est prêté pour une durée de deux ans au FC Porto. Au terme de ce prêt, Porto dispose d'une option d'achat de 8 M€. Le 25 novembre 2014, il marque son premier but sous ses nouvelles couleurs contre le FC Bate Borisov lors d'une rencontre de ligue des champions.

### ACF Fiorentina
Le 22 janvier 2016, il est prêté jusqu'à la fin de saison au club italien de l'ACF Fiorentina avec une option d'achat fixée à 8 millions d'euros, alors que le FC Porto avait commencé des négociations pour l'achat du joueur.

### Betis Séville
Le 3 juillet 2017, il signe avec le Betis Séville.

### Los Angeles FC
Le 27 août 2022, alors libre de tout contrat, il s'engage en faveur du Los Angeles FC, franchise californienne de Major League Soccer. Quelques semaines après son arrivée, il décroche avec son équipe le Supporters' Shield 2022 avant de remporter la première Coupe MLS de l'histoire de la franchise en 2022. Néanmoins, au terme de la saison, le 15 novembre 2022, son contrat n'est pas renouvelé par le Los Angeles FC.

### Équipe nationale

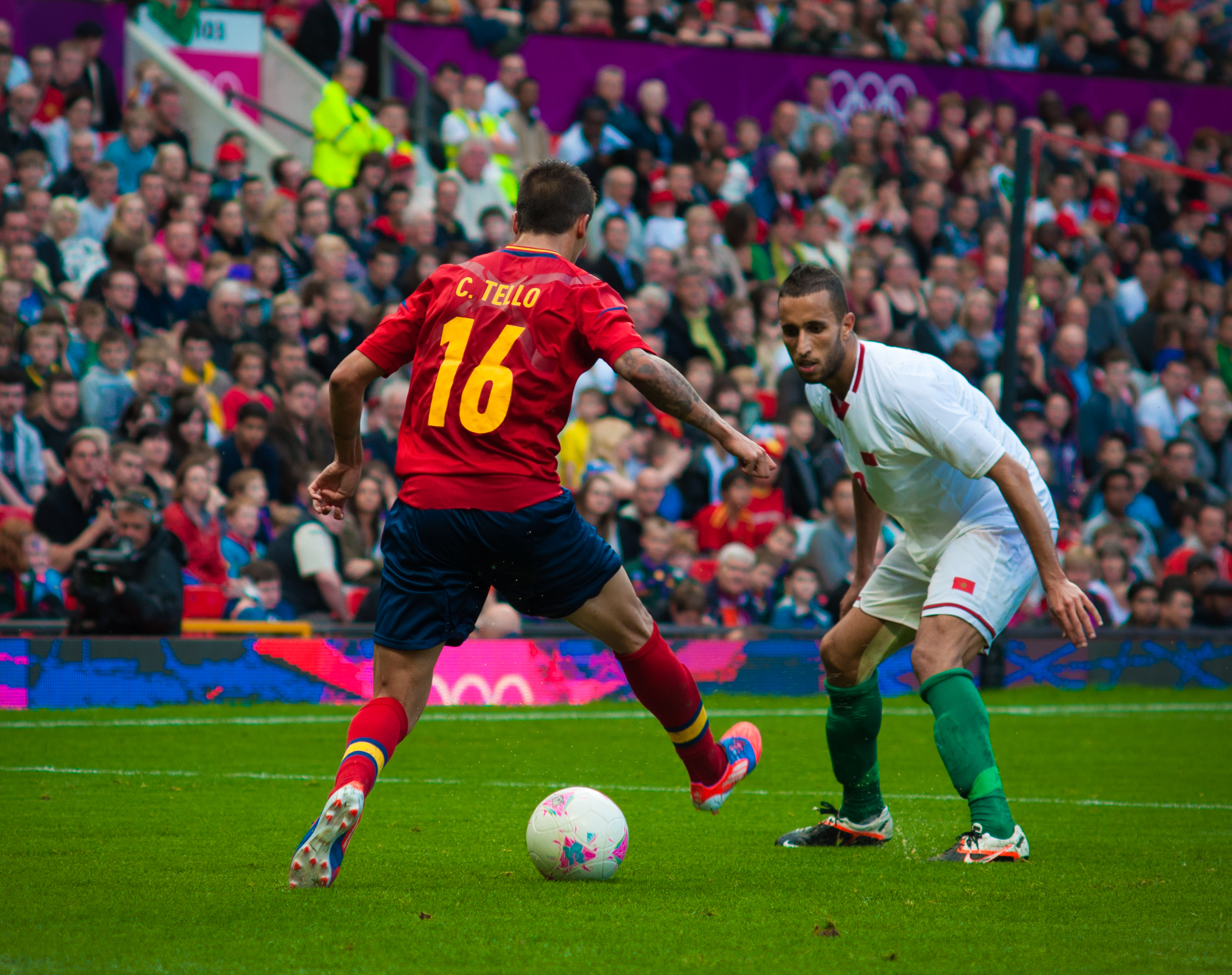
Cristian Tello en duel aux JO 2012.

Le 3 juillet 2012, Cristian Tello fait partie des 22 joueurs sélectionnés par Luis Milla pour disputer les Jeux olympiques de Londres avec l'Espagne.
Il ne joue qu'un seul match lors de ces Jeux olympiques 2012 à Londres. Ce Match était contre le Maroc et se termine par un match nul. L'Espagne quitte alors la compétition dès le premier tour avec deux défaites contre le Japon et le Honduras et un nul contre le Maroc.
Il débute avec l'Espagne de Vicente del Bosque lors du match amical du 14 août 2013 face à l'Équateur.

## Statistiques
| Saison                | Club                  | Championnat           | Championnat | Championnat | Championnat | Coupe nationale | Coupe nationale | Coupe nationale | Coupe de la Ligue | Coupe de la Ligue | Coupe de la Ligue | Supercoupe | Supercoupe | Supercoupe | Compétition(s) continentale(s) | Compétition(s) continentale(s) | Compétition(s) continentale(s) | Compétition(s) continentale(s) | Espagne | Espagne | Espagne | Total | Total | Total |
| Saison                | Club                  | Division              | M.          | B.          | P.d.        | M.              | B.              | P.d.            | M.                | B.                | P.d.              | M.         | B.         | P.d.       | Comp.                          | M.                             | B.                             | P.d.                           | M.      | B.      | P.d.    | M.    | B.    | P.d.  |
| 2011-2012             | FC Barcelone          | Liga                  | 15          | 3           | 0           | 4               | 2               | 1               | -                 | -                 | -                 | -          | -          | -          | C1                             | 3                              | 2                              | 0                              | -       | -       | -       | 22    | 7     | 1     |
| 2012-2013             | FC Barcelone          | Liga                  | 22          | 7           | 4           | 6               | 0               | 1               | -                 | -                 | -                 | 2          | 0          | 0          | C1                             | 4                              | 1                              | 1                              | -       | -       | -       | 34    | 8     | 6     |
| 2013-2014             | FC Barcelone          | Liga                  | 22          | 1           | 2           | 6               | 3               | 1               | -                 | -                 | -                 | -          | -          | -          | C1                             | 2                              | 1                              | 0                              | 1       | 0       | 1       | 31    | 5     | 4     |
| Sous-total            | Sous-total            | Sous-total            | 59          | 11          | 6           | 16              | 5               | 3               | -                 | -                 | -                 | 2          | 0          | 0          | -                              | 9                              | 4                              | 1                              | 1       | 0       | 1       | 87    | 20    | 11    |
| 2014-2015             | FC Porto (prêt)       | Primeira Liga         | 25          | 7           | 6           | 1               | 0               | 0               | 3                 | 0                 | 1                 | -          | -          | -          | C1                             | 8                              | 1                              | 2                              | -       | -       | -       | 37    | 8     | 9     |
| 2015-2016             | FC Porto (prêt)       | Primeira Liga         | 11          | 0           | 1           | 3               | 1               | 0               | 1                 | 0                 | 0                 | -          | -          | -          | C1                             | 5                              | 1                              | 1                              | -       | -       | -       | 20    | 2     | 2     |
| Sous-total            | Sous-total            | Sous-total            | 36          | 7           | 7           | 4               | 1               | 0               | 4                 | 0                 | 1                 | -          | -          | -          | -                              | 13                             | 2                              | 3                              | -       | -       | -       | 57    | 10    | 11    |
| 2016                  | ACF Fiorentina (prêt) | Serie A               | 15          | 2           | 4           | -               | -               | -               | -                 | -                 | -                 | -          | -          | -          | -                              | -                              | -                              | -                              | -       | -       | -       | 15    | 2     | 4     |
| 2016-2017             | ACF Fiorentina (prêt) | Serie A               | 36          | 4           | 4           | -               | -               | -               | -                 | -                 | -                 | -          | -          | -          | C3                             | 5                              | 0                              | 1                              | -       | -       | -       | 41    | 4     | 5     |
| Sous-total            | Sous-total            | Sous-total            | 51          | 6           | 8           | -               | -               | -               | -                 | -                 | -                 | -          | -          | -          | -                              | 5                              | 0                              | 1                              | -       | -       | -       | 56    | 6     | 9     |
| 2017-2018             | Real Betis            | Liga                  | 32          | 4           | 4           | 1               | 2               | 0               | -                 | -                 | -                 | -          | -          | -          | -                              | -                              | -                              | -                              | -       | -       | -       | 33    | 6     | 4     |
| 2018-2019             | Real Betis            | Liga                  | 29          | 4           | 6           | 6               | 0               | 0               | -                 | -                 | -                 | -          | -          | -          | C3                             | 6                              | 1                              | 0                              | -       | -       | -       | 41    | 5     | 6     |
| 2019-2020             | Real Betis            | Liga                  | 27          | 2           | 0           | 3               | 1               | 1               | -                 | -                 | -                 | -          | -          | -          | -                              | -                              | -                              | -                              | -       | -       | -       | 30    | 3     | 1     |
| 2020-2021             | Real Betis            | Liga                  | 29          | 5           | 3           | 4               | 0               | 0               | -                 | -                 | -                 | -          | -          | -          | -                              | -                              | -                              | -                              | -       | -       | -       | 33    | 5     | 3     |
| 2021-2022             | Real Betis            | Liga                  | 23          | 2           | 2           | 6               | 1               | 1               | -                 | -                 | -                 | -          | -          | -          | C3                             | 6                              | 2                              | 0                              | -       | -       | -       | 35    | 5     | 3     |
| Sous-total            | Sous-total            | Sous-total            | 140         | 17          | 15          | 20              | 4               | 4               | -                 | -                 | -                 | -          | -          | -          | -                              | 12                             | 3                              | 0                              | -       | -       | -       | 172   | 24    | 19    |
| 2022                  | Los Angeles FC        | MLS                   | 5           | 0           | 0           | -               | -               | -               | -                 | -                 | -                 | -          | -          | -          | -                              | -                              | -                              | 0                              | -       | -       | -       | 5     | 0     | 0     |
| Total sur la carrière | Total sur la carrière | Total sur la carrière | 291         | 41          | 36          | 39              | 11              | 5               | 4                 | 0                 | 1                 | 2          | 0          | 0          | -                              | 39                             | 9                              | 5                              | 1       | 0       | 1       | 376   | 61    | 48    |

## Palmarès
FC Barcelone
- Vainqueur de la Coupe du monde des clubs en 2011
- Vainqueur de la Coupe du Roi en 2012
- Champion d'Espagne en 2013
- Vice-champion d'Espagne en 2012 et 2014
- Vainqueur de la Supercoupe d'Espagne en 2013
- Finaliste de la Supercoupe d'Espagne en 2012

 Betis Séville
- Vainqueur de la Coupe du Roi en 2022

 Los Angeles FC
- Vainqueur de la Coupe MLS en 2022
- Vainqueur du Supporters' Shield en 2022

### Distinctions personnelles
- Élu meilleur joueur du FC Barcelone B en 2011